# 3G
Il termine 3G (sigla di 3rd Generation), nel campo della telefonia cellulare, indica le tecnologie e gli standard di terza generazione.

## Storia

### Entrata in servizio
Il primo paese a introdurre la tecnologia 3G su scala commerciale è stato il Giappone: nel 2001 circa il 40% delle utenze erano esclusivamente su reti 3G e la transizione della maggior parte delle utenze da reti 2G a 3G era prevista per concludersi verso la fine del 2006.
Le iniziali prospettive di forte crescita del mercato hanno portato, soprattutto in Europa e in Italia in particolare, a far sì che le aste tra gli operatori di telefonia mobile per la concessione delle licenze per l'utilizzo della banda siano state viste dai governi nazionali come possibili fonti di introito e abbiano effettivamente richiesto agli operatori aggiudicatisi le gare investimenti nell'ordine di miliardi di euro; questo fatto, unito alla necessità degli ulteriori notevoli investimenti necessari all'implementazione delle reti di telecomunicazioni 3G, ha portato diversi operatori a trovarsi in difficoltà finanziarie e di conseguenza ha ritardato l'effettiva operatività dei servizi di terza generazione in molti paesi.

### Applicazioni e utilizzo
I servizi abilitati dalle tecnologie di terza generazione consentono il trasferimento sia di dati "voce" (telefonate digitali) sia di dati "non-voce", ad esempio download da internet, invio e ricezione di email e instant messaging.
Tuttavia l'esperienza giapponese ha mostrato che la videotelefonia è lungi dall'essere la killer-application delle reti 3G e occupa solo una frazione dei servizi offerti e fruiti su queste reti; tra i servizi di maggiore interesse per gli utenti vi è, ad esempio, il download di file musicali, l'utilizzo di servizi video a contenuto generato dall'utente, come videoblog e moblog, e di servizi di incontri in video, denominati video dating.

### Dismissione
Vodafone Italia ha già dismesso definitivamente la sua rete 3G il 28 febbraio 2021, mentre TIM ha susseguito il 15 ottobre 2022.
WindTre ancora mantiene attiva la sua rete 3G su banda 900 MHz, con il progetto di dismetterla entro il 2025.
| Paese    | Operatore     | Dismissione 3G |
| -------- | ------------- | -------------- |
| Germania | Telekom DE    | Giugno 2021    |
| Germania | Vodafone DE   | Giugno 2021    |
| Germania | Telefónica DE | Dicembre 2021  |
| Italia   | Vodafone IT   | Febbraio 2021  |
| Italia   | TIM           | Ottobre 2022   |
| Italia   | WindTre       | Dicembre 2025  |

## Gli standard 3G
Le tecnologie 3G sono basate sulle specifiche ITM-2000 emanate dall'ITU: originariamente pensato per essere uno standard univoco e unificato a livello mondiale, il 3G è stato in realtà implementato in quattro differenti standard.

### UMTS (W-CDMA)
Lo standard UMTS (Universal Mobile Telecommunications System), basato sul W-CDMA in onde radio, è lo standard prevalente nei paesi dove viene usato il GSM (la maggioranza di quelli europei) e viene gestito dal 3GPP, organizzazione che è responsabile anche degli standard GSM, GPRS ed EDGE.
Questa tecnologia opera sulle frequenze 850, 900, 1800 e 2100 MHz.

### CDMA 2000
Si tratta di un'evoluzione dello standard CDMA IS-95 sviluppato in ambito 2G. Gli operatori che hanno installato reti basate su questo standard sono prevalentemente in America, Giappone e Corea. CDMA2000 viene gestito dal 3GPP2, organizzazione separata e indipendente dalla 3GPP, ed è stato adottato dall'ITU.
Alcune delle tecnologie trasmissive utilizzate da questo tipo di reti sono la 1xRTT, la CDMA2000-1xEV-DO e la 1xEV-DV.
Le velocità di trasmissione dati offerte dallo standard vanno da 144 kbit/s fino a oltre 3 Mbit/s.

### TD-SCDMA
Si tratta di uno standard meno noto, sviluppato in Cina dalla Datang e dalla Siemens AG che ne prevedevano l'operatività per il 2005.

### Wideband CDMA
Le velocità di trasmissione dati offerte dallo standard vanno da 384 kbit/s fino ad 2 Mbit/s: se usato in una WAN il protocollo consente velocità di 384 kbit/s e raggiunge 2 Mbit/s con una LAN. È stato anch'esso adottato dall'ITU.